# (36532) 2000 QC87
2000 QC87 (asteroide 36532) é um asteroide da cintura principal. Possui uma excentricidade de 0.12022500 e uma inclinação de 5.83178º.
Este asteroide foi descoberto no dia 25 de agosto de 2000 por LINEAR em Socorro.